# 30 mai 1959
Le samedi 30 mai 1959 est le 150e jour de l'année 1959.

## Naissances
- Blaž Slišković
- Charlotte Brandström, réalisatrice suédoise
- Christine Obermayr
- Claudia Alexander (morte le 11 juillet 2015), géophysicienne et planétologue américaine
- Daniela Zini, skieuse italienne
- Elyssa Davalos, actrice américaine
- Elyssa Davalos, actrice américaine
- Eyal Yanilov, militaire israélien
- Frank Vanhecke, politicien belge
- Gilles Eyquem, footballeur français
- Les Christidis, ornithologue australien
- Lorris Sevhonkian, pianiste français
- Nelson Solórzano
- Phil Brown, joueur de football britannique
- Ramón Hicks, footballeur paraguayen

## Décès
- Charles Borzecki (né le 4 novembre 1880)
- Eugène Vaillé (né le 10 août 1875), historien postal français
- Raúl Scalabrini Ortiz (né le 14 février 1898)

## Événements
- 500 miles d'Indianapolis 1959
- Fin de la série télévisée Oh Boy
- Création de Société d'édition des artistes peignant de la bouche et du pied